# Mario Pablo Ortiz
Mario Pablo Ortiz (Bahía Blanca, 28 de diciembre de 1965) es un escritor argentino y docente de literatura en el ámbito universitario y preuniversitario.
Participó en la formación del colectivo artístico Poetas Mateístas en 1985. Colaboró con el proyecto editorial VOX y participó entre 1992 y 1995 en el programa humorístico Maldición llegó el verano por FM de La Calle, junto al escritor Luis Sagasti y el locutor Miguel Martos. Su escritura experimenta la intersección de citas literarias y coloquiales, emulando y llevando el estilo metódico a cierto paroxismo sin dejar atrás la lírica. Prueba de ello son los títulos de sus libros, que aluden a la misma exploración, con diferentes episodios y temas: Cuadernos de lengua y literatura, en varios volúmenes, que comprenden ejercicios y juegos de análisis de lo que la lengua es y lo que es capaz de hacer, buscando en el fondo pensar de qué están hechas las palabras y las cosas.

«Creo que la tradición está allí no solamente para leerla, sino también para hacer usos extraños de ella, volver a descubrirla y jugar con sus posibilidades.»
Mario Ortiz

## Obra editada
- Cuadernos de lengua y literatura Vol. I (2000)
- Cuadernos de lengua y literatura Vol. II (2001)
- Cuadernos de lengua y literatura Vol. III: Yo, Luis Carapella (2003)
- Cuadernos de lengua y literatura Vol. IV: El libro de las formas que se hunden (2010)
- Cuadernos de lengua y literatura Vol. V: Al pie de la letra (2010)
- Cuadernos de lengua y literatura Vol. VI: Crítica de la imaginación pura (2011).
- Cuadernos de lengua y literatura Vol. VII: Tratado de fitolingüística (2011)
- Estomba (Teatro, 2014, Buenos Aires, Editorial Libretto)
- Cuadernos de lengua y literatura Vol. VIII: Conectores temporales (2014)
- Cuadernos de lengua y literatura Vol. IX: Ejercicios de lectoescritura (2014)
- Cuadernos de lengua y literatura Vol. III ½: La canción del poeta atrasado (2015).
- Cuadernos de lengua y literatura Vol. X: El libro de las escalas múltiples (2017)
- Cuadernos de lengua y literatura Vol. XI: Tratado de Iconogénesis (2021)
- Los Signos (Vox, 2024)